# Nayla Moawad

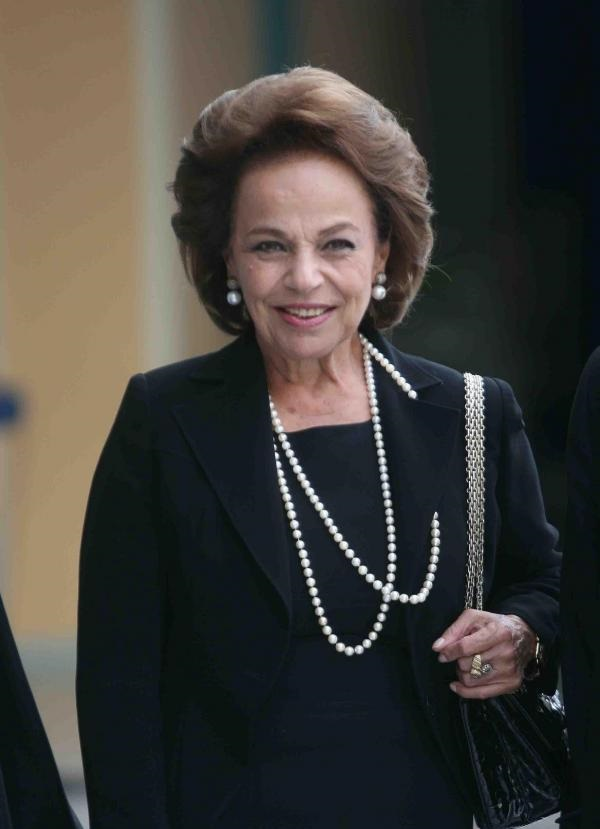
Nayla Moawad

Nayla Moawad (* 3. Juli 1940 in Bischarri) (arabisch: نيلة معوض) ist eine libanesische Politikerin. Sie ist außerhalb des Libanon meist als Witwe des früheren Staatspräsidenten René Moawad bekannt, der am 22. November 1989 ermordet wurde. Sie wurde 1991 erstmals in die libanesische Nationalversammlung gewählt und nach ihrer Wiederwahl im Jahre 2005 wurde sie im Kabinett am 19. Juli Ministerin für Soziale Angelegenheiten.

## Leben
Nayla Issa El-Khouri wurde in Bischarri als Tochter von Nagib Issa El-Khouri und Evelyne Roch geboren. Ihr Vater stammte aus einer bekannten Maronitenfamilie und war ein Verwandter von Béchara el-Khoury, dem ersten Präsidenten Libanons nach der Unabhängigkeit. Sie besuchte eine katholische Schule und danach die Université Saint-Joseph, die sie mit einem B.A. in Französischer Literatur und Geschichte abschloss. Später studierte sie noch die Englische Sprache an der University of Cambridge in Großbritannien.
Von 1962 bis 1965 arbeitete Moawad als Journalistin für die Tageszeitung L'Orient. Im Jahre 1965 überraschte sie durch die Heirat von René Moawad, dem Erstgeborenen eines rivalisierenden Familienclans, der 15 Jahre älter war als sie. Trotz des Altersunterschied und der traditionellen Ablehnung zwischen ihren beiden Familien führte sie eine glückliche Ehe, aus der zwei Kinder hervorgingen, Rima, eine Absolventin von Harvard und jetzt eine Rechtsanwältin wurde 1966 geboren und Michel, der Rechtsanwalt und Geschäftsmann ist und an der Sorbonne in Paris studierte, folgte 1972.

## Parlamentarische Karriere
Als Mitglied der Nationalversammlung repräsentiert Naila Moawad den Wahlbezirk Zgharta-Tripoli im Gouvernement Nord-Libanon. Sie war Mitglied mehrerer Parlamentsausschüsse im Bereich der Finanzen, Rechte der Kinder und Bildung. Sie ist ein prominentes Mitglied der Oppositionspartei Qurnat-Schahwan-Sammlung, einer Koalition, die gegen die syrische Militärpräsenz  im Libanon eintrat und unterstützt die Bildung eines modernen, demokratischen Nationalstaates. Sie ist auch Mitglied des Demokratischen Forums, einer Gruppe christlicher und moslemischer Parlamentarier gegen das pro-syrische Regime, und ist der Nationalfront verbunden, einem aus mehreren Konfessionen zusammengesetzten Blocks von Abgeordneten, der für politische Reformen steht. Bei der Wahl im Libanon von Mai bis Juni 2005 verteidigte sie ihren Sitz mit großem Vorsprung.
Im Jahre 2004 kündigte Moawad ihre Kandidatur für die Präsidentschaftswahl an, die in dem Jahr hätte stattfinden sollen, allerdings ins Jahr 2007 verschoben wurden, offensichtlich auf Hinwirken der syrischen Regierung.